# Milonki
Milonki – wieś w Polsce położona w województwie małopolskim, w powiecie olkuskim, w gminie Trzyciąż.
| SIMC    | Nazwa        | Rodzaj    |
| ------- | ------------ | --------- |
| 0339715 | Pod Szosą    | część wsi |
| 0339721 | Pod Tarnawą  | część wsi |
| 0339738 | Pod Zagórową | część wsi |
| 0339744 | Skałki       | część wsi |

W latach 1975–1998 miejscowość administracyjnie należała do województwa krakowskiego.